# Eugénio de Württemberg
Eugénio de Württemberg (Eugénio Frederico Carlos Paulo Luís Duque de Württemberg; em alemão: Eugen Friedrich Karl Paul Ludwig Herzog von Württemberg), (8 de janeiro de 1788 - 16 de setembro de 1857) foi um príncipe de Württemberg e um general de infantaria no exército imperial russo durante as Guerras Napoleónicas.

## Família
Eugénio era o filho mais velho do duque Eugénio Frederico de Württemberg e da princesa Luísa de Stolberg-Gedern, viúva do duque Carlos Guilherme de Saxe-Meiningen. Os seus avós paternos eram Frederico II Eugénio, Duque de Württemberg e a marquesa Frederica de Brandemburgo-Schwedt. Entre os seus tios paternos estavam o rei Frederico I de Württemberg, a duquesa Sofia Doroteia de Württemberg, esposa do czar Paulo I da Rússia e a duquesa Isabel de Württemberg, esposa do imperador Francisco I da Áustria.

## Carreira militar
Eugénio acompanhou o seu pai, o duque Eugénio Frederico de Württemberg, um comandante das reservas prussianas, em 1806, juntando-se às tropas de Bennigsen, um general russo. Em 1812, tornou-se comandante da quarta divisão do segundo corpo do exército sob as ordens de Barclay de Tolly. Lutou nas batalhas de Borodino, Krasnoe, Lutzen, Bautzen, Dresden, Hulm e Leipzig onde se distinguiu.
Em 1828, comandou o sétimo corpo do exército russo da Guerra Russo-Turca e reformou-se da vida militar depois da assinatura do Tratado de Adrianópolis.
Gostava muito de música e era um grande amigo de Carl Maria von Weber, director musical do seu pai entre 1806 e 1807. Também compôs várias óperas e muitas canções, incluindo "A Noiva Fantasma".

## Casamentos e descendência
Eugénia casou-se pela primeira vez no dia 20 de abril de 1817 com a princesa Matilde de Waldeck e Pyrmont, filha do príncipe Jorge I de Waldeck e Pyrmont. Tiveram três filhos:
1. Maria de Württemberg (25 de março de 1818 - 10 de abril de 1888); casada com o conde Carlos II de Hesse-Philippsthal; com descendência.
2. Eugénio Guilherme de Württemberg (25 de dezembro de 1820 – 8 de janeiro de 1875); casado com a princesa Matilde de Schaumburg-Lippe; com descendência.
3. Guilherme Alexandre de Württemberg (13 de abril de 1825 - 25 de abril de 1825); morreu com dois dias de idade.

Matilde morreu em 1825, ao dar à luz o seu último filho. Eugénio voltou a casar-se no dia 11 de setembro de 1827 com a princesa Helena de Hohenlohe-Langenburg. Juntos tiveram quatro filhos:
1. Guilherme de Württemberg (20 de julho de 1828 - 5 de novembro de 1896); oficial do exército austríaco; sem descendência.
2. Alexandrina de Württemberg (16 de dezembro de 1829 - 2 de setembro de 1913); sem descendência
3. Nicolau de Württemberg (1 de março de 1833 - 22 de fevereiro de 1903); casado com a princesa Guilhermina de Württemberg; sem descendência.
4. Inês de Württemberg (13 de outubro de 1835 - 10 de julho de 1886); casada com o príncipe Henrique XIV Reuss; com descendência.

## Genealogia
| Eugénio de Württemberg | Pai: Eugénio Frederico de Württemberg | Avô paterno: Frederico II Eugénio, Duque de Württemberg | Bisavô paterno: Carlos Alexandre de Württemberg             |
| Eugénio de Württemberg | Pai: Eugénio Frederico de Württemberg | Avô paterno: Frederico II Eugénio, Duque de Württemberg | Bisavó paterna: Maria Augusta de Thurn e Taxis              |
| Eugénio de Württemberg | Pai: Eugénio Frederico de Württemberg | Avó paterna: Frederica de Brandemburgo-Schwedt          | Bisavô paterno: Frederico Guilherme de Brandemburgo-Schwedt |
| Eugénio de Württemberg | Pai: Eugénio Frederico de Württemberg | Avó paterna: Frederica de Brandemburgo-Schwedt          | Bisavó paterna: Frederica de Brandemburgo-Schwedt           |
| Eugénio de Württemberg | Mãe: Luísa de Stolberg-Gedern         | Avô materno: Cristiano Carlos de Stolberg-Gedern        | Bisavô materno: Frederico de Stolberg-Gedern                |
| Eugénio de Württemberg | Mãe: Luísa de Stolberg-Gedern         | Avô materno: Cristiano Carlos de Stolberg-Gedern        | Bisavó materna: Luísa de Nassau-Saarbrucken                 |
| Eugénio de Württemberg | Mãe: Luísa de Stolberg-Gedern         | Avó materna: Leonor de Reuss-Lobenstein                 | Bisavô materno: Henrique II de Reuss-Lobenstein             |
| Eugénio de Württemberg | Mãe: Luísa de Stolberg-Gedern         | Avó materna: Leonor de Reuss-Lobenstein                 | Bisavó materna: Júlia Doroteia de Hochberg                  |